# 中国昆虫学会
中国昆虫学会（英語：THE ENTOMOLOGICAL SOCIETY OF CHINA），是由中华人民共和国昆虫学工作者及相关单位组成的学术组织，隶属于中国科学技术协会。

## 概况
中国昆虫学会于1944年10月12日在重庆成立，设有5个工作委员会、22个专业委员会，现有个人会员13443名，团体会员单位6个。

## 历届理事长
- 1944年－1950年：吴福桢
- 1950年－1951年：刘崇乐
- 第一届：冯兰洲
- 第二届：陈世骧
- 第三届：朱弘复
- 第四届：朱弘复
- 第五届：钦俊德
- 第六届：张广学
- 第七届：黄大卫
- 第八届：黄大卫
- 第九届：康乐
- 第十届：康乐[2]

## 出版物
中国昆虫学会现有7个主办刊物：
- 《昆虫学报》
- 《应用昆虫学报》
- 《Insect Science》（英文版）
- 《动物分类学报》
- 《寄生虫与医学昆虫学报》
- 《昆虫分类学报》
- 《环境昆虫学报》